# 디스코볼라 그로지스크비엘코폴스키
디스코볼라 그로지스크비엘코폴스키(Dyskobolia Grodzisk Wielkopolski), pron. IPA: [dɨskɔˈbɔʎa ˈgrɔdʑisk vʲɛlkɔˈpɔlski] 또는 그로클린 디스코볼라라고 알려져 있는 폴란드의 축구 클럽으로 폴란드 서부의 그로지스크비엘코폴스키라는 곳에 위치한 축구 클럽이다.

## 역사
디스코볼라 그로지스크 비엘코폴스키는 1922년 4월 30일에 창단되었다.
하부 리그에서 몇십년 동안을 보낸 후에, 1990년대 중반에 인터그로클린 자동차(Inter Groclin Auto company)의 회장인 Zbigniew Drzymała가 인수하면서 1997년에 최상위 리그로 승격하게 되었다.
클럽 고유의 유소년 팀이 없기 때문에, 클럽은 주로 30세 이상의 이전 리그 경험이 있는 선수들이 주요 구성원이었다. 1997-98 시즌에 최상위 리그에서 첫 시즌 만에 강등되었다가, 다시 한 시즌 만에 다시 1부 리그에 복귀하였다. 복귀한 첫 해인 1999년 가을에는 15경기 동안 단 승점 5점을 기록하는 처참한 성적을 기록하였다. 하지만 2000년 봄에는 연속 8승을 기록하는 예상치 못한 결과를 일궈내어 강등을 피할 수 있었다.
클럽은 이 때부터 1부리그에 쭉 머물러 왔는데, 그 동안 준우승만 2회(2003, 2005)를 기록하였다. 첫 번째 준우승으로 클럽은 UEFA컵에 나갈 수 있게 되었는데, 예선라운드를 통과하여 1회전에서 독일의 헤르타 베를린을 물리쳤고, 2회전에서는 맨체스터 시티를 누르고 3회전에 올라갔으나, 프랑스의 지롱댕 보르도를 만나 탈락하고 말았다. 두 번째 UEFA컵도 예선을 통과하였으나 1회전에서 프랑스의 RC 랑스에 패하여 탈락하였다. 2006-07시즌엔 폴란드 컵 우승으로 세 번째 UEFA컵에 진출하였다. 2007-08시즌의 UEFA컵에서는 1,2차 예선을 통과하여 1회전에서 세르비아의 크르베나 즈베즈다에 패하고 말았다.

## 합병
2008-09시즌에 그로클린 디스코볼라는 2부리그 우승으로 다음 시즌부터 엑스트라클라사에 참가하게 된 폴로니아 바르샤바(Śląsk Wrocław)와 합병되었다. 새롭게 탄생하는 디스코볼라 팀은 유로 2012를 위해 건설될 경기장을 홈경기장으로 사용하게 될 것이며, 폴란드 전체 5부리그에 해당하는 리그에서 활동하게 된다.

## 역대 성적
- 엑스트라클라사

준우승 (2) : 2003, 2005
- 폴란드 컵

우승 (2) : 2005, 2007
- 엑스트라클라사 컵

우승 (2) : 2007, 2008

## 유럽 대회
| 시즌    | 대회   | 라운드    |              | 클럽                    | 결과     |
| ------- | ------ | --------- | ------------ | ----------------------- | -------- |
| 2003-04 | UEFA컵 | 예선전    | 리투아니아   | FK 아탈란타스           | 2-0, 4-1 |
|         |        | 1회전     | 독일         | 헤르타 BSC 베를린       | 0-0, 1-0 |
|         |        | 2회전     | 잉글랜드     | 맨체스터 시티           | 1-1, 0-0 |
|         |        | 3회전     | 프랑스       | 지롱댕 보르도           | 0-1, 1-4 |
| 2005-06 | UEFA컵 | 예선2회전 | 슬로바키아   | 두클라 반스카비스트리차 | 4-1, 0-0 |
|         |        | 1회전     | 프랑스       | RC 랑스                 | 1-1, 2-4 |
| 2007-08 | UEFA컵 | 예선1회전 | 아제르바이잔 | FK MKT 아라츠 이미슬리  | 0-0, 1-0 |
|         |        | 예선2회전 | 카자흐스탄   | 토볼 코스타나이         | 1-0, 2-0 |
|         |        | 1회전     | 세르비아     | 크르베나 즈베즈다       | 0-1, 0-1 |